# 카탈랑 상수
카탈랑 상수(Catalan's constant)는 외젠 샤를 카탈랑에 의해 정의된 상수로 조합론에서 쓰인다.

## 정의
카탈랑 상수는 다음과 같이 정의된다.
{\displaystyle G=\beta (2)=\sum _{n=0}^{\infty }{\frac {(-1)^{n}}{(2n+1)^{2}}}={\frac {1}{1^{2}}}-{\frac {1}{3^{2}}}+{\frac {1}{5^{2}}}-{\frac {1}{7^{2}}}+\cdots \!}
여기서 β는 디리클레 베타 함수를 의미한다.
카탈랑 상수의 값은 다음과 같다. (OEIS의 수열 A006752)
G = 0.915 965 594 177 219 015 054 603 514 932 384 110 774 …
카탈랑 상수의 값은 소숫점 아래 6천 억 자리까지 계산되었으나 이 수가 유리수인지 여부는 아직 알려져 있지 않다.

## 표현
카탈랑 상수는 적분을 이용하여 다음과 같이 표현된다.
{\displaystyle G=\int _{0}^{1}\int _{0}^{1}{\frac {1}{1+x^{2}y^{2}}}\,dx\,dy\!}
{\displaystyle G=-\int _{0}^{1}{\frac {\ln t}{1+t^{2}}}\,dt\!}
{\displaystyle G=\int _{0}^{\pi /4}{\frac {t}{\sin t\cos t}}\;dt\!}
{\displaystyle G={\frac {1}{4}}\int _{-\pi /2}^{\pi /2}{\frac {t}{\sin t}}\;dt\!}
{\displaystyle G=\int _{0}^{\pi /4}\ln(\cot(t))\,dt\!}
{\displaystyle G=\int _{0}^{\infty }\arctan(e^{-t})\,dt\!}
{\displaystyle G=\int _{1}^{\infty }{\frac {\ln t}{1+t^{2}}}\,dt\!}

## 알려진 자릿수
카탈랑 상수 G의 알려진 세계 신기록 자릿수는 지난 몇십년간 급격하게 증가하였다. 이는 컴퓨터 성능의 향상과 알고리즘적 개선으로 인한 것이다.
| 일자            | 십진 자릿수  | 발견자                            |
| --------------- | ------------ | --------------------------------- |
| 1832년          | 16           | 토마스 클라우센                   |
| 1858년          | 19           | 칼 요한 힐                        |
| 1864년          | 14           | 외젠 샤를 카탈랑                  |
| 1877년          | 20           | 제임스 위트브레드 리 글레이셔     |
| 1913년          | 32           | 제임스 위트브레드 리 글레이셔     |
| 1990년          | 20000        | 그래고리 J. 피                    |
| 1996년          | 50000        | 그래고리 J. 피                    |
| 1996년 8월 14일 | 100000       | 그래고리 J. 피 & 사이먼 플루프    |
| 1996년 9월 29일 | 300000       | 토마스 파파니콜라우               |
| 1996년          | 1500000      | 토마스 파파니콜라우               |
| 1997년          | 3379957      | 패트릭 데미첼                     |
| 1998년 1월 4일  | 12500000     | 하비에르 구르동                   |
| 2001년          | 100000500    | 하비에르 구르동 & 파스칼 세바     |
| 2002년          | 201000       | 하비에르 구르동 & 파스칼 세바     |
| 2006년 10월     | 5000         | 시게루 콘도 & 스티브 파그리아룰로 |
| 2008년 8월      | 10000        | 시게루 콘도 & 스티브 파그리아룰로 |
| 2009년 1월 31일 | 15510000     | 알랙산더 J. 리 & 래이먼드 찬      |
| 2009년 4월 16일 | 31026000     | 알랙산더 J. 리 & 래이먼드 찬      |
| 2015년 6월 7일  | 200000001100 | 로버트 J. 세티                    |
| 2016년 4월 12일 | 250000       | 론 왓킨스                         |
| 2019년 2월 16일 | 300000       | 티지안 한셀만                     |
| 2019년 3월 29일 | 500000       | 마이크 A & 이언 커트리스          |
| 2019년 7월 16일 | 600000100    | 김승민                            |

## 같이 보기
- 디리클레 베타 함수
- 수학 상수
- 조합론